# Paco Velasco
Francisco Velasco Andrade (Quito, 28 de marzo de 1958) es un político y radiodifusor ecuatoriano.

## Biografía
Nació el 28 de marzo de 1958 en Quito, provincia de Pichincha. Realizó sus estudios secundarios en el colegio Don Bosco y los superiores en la Universidad Central del Ecuador, donde cursó la carrera de comunicación social.
En 1991 entró a trabajar al programa de noticias "La Clave", que se transmitía en Quito por Radio Visión. Años después fundó Radio Luna con el resto de integrantes del programa, emisora que se convirtió con el tiempo en uno de los principales bastiones de oposición a los gobiernos de turno.
Durante la Rebelión de los forajidos tanto Velasco como Radio Luna tuvieron un papel protagónico en las protestas contra el régimen del presidente Lucio Gutiérrez. Luego de la caída de Gutiérrez, Velasco y su familia abandonaron el país durante tres meses por temor a represalias.

### Vida política
Para las elecciones presidenciales de 2006 apoyó abiertamente la candidatura de Rafael Correa. Posteriormente fue elegido como representante de la provincia de Pichincha ante la Asamblea Constituyente de 2007 por el movimiento oficialista Alianza PAIS. Durante su tiempo en la Asamblea formó parte de la mesa de soberanía e integración latinoamericana.
En las elecciones legislativas de 2009 fue elegido asambleísta nacional en representación de Pichincha por Alianza PAIS, ocupando la presidencia de la comisión del régimen económico y tributario. En 2010 fue uno de los promotores de un fallido juicio político contra el entonces fiscal general de Ecuador, Washington Pesántez.
En mayo de 2013 fue nombrado ministro de cultura y patrimonio por el presidente Correa. En septiembre de 2014 renunció al cargo aseverando que lo hacía porque era "difícil que un forajido se transforme en momia coctelera”.